# Michele Gazich
Michele Gazich (Brescia, 8 giugno 1969) è un cantautore e violinista italiano.
Nella sua carriera ha collaborato con Massimo Bubola, Mark Olson, Eric Andersen, Massimo Priviero, prodotto due album di Luigi Maieron e pubblicato una decina di album da solista con la propria etichetta oltre ad altre collaborazioni minori. Il suo stile musicale fonde cantautorato, musica rock e folk.

## Biografia
Dopo il diploma presso il Conservatorio Giuseppe Verdi di Torino in violino e la laurea in Lettere classiche presso l’Università degli Studi di Torino inizia la carriera musicale da ricercato turnista.
Nel 1992 è scelto da Michelle Shocked per il suo tour europeo, la collaborazione con la cantautrice statunitense è continuata per altri tour europei.
Dal 2000 va in tour con Eric Andersen, comparendo anche nell'album live Live in Cologne (Meyer Records 2011).
Nel periodo 2001-2006 suona, sia dal vivo, sia negli album Il cavaliere elettrico III, Niente passa invano e Il cavaliere elettrico IV , con Massimo Bubola e coproduce Segreti trasparenti, di cui firma anche un brano, e Quel lungo treno.
Nello stesso periodo è produttore di due album del cantautore friulano Luigi Maieron: Si Vîf (2002) e Une Primavere (2007), dell'album Disarmati (2002) di Giorgio Cordini e de Il cîl da l’Irlande (2003) de La Sedon Salvadie.
A partire dal 2003 suona in tour con il cantautore statunitense Mark Olson, con il quale incide anche i due dischi The Salvation Blues nel 2007 e Many Colored Kite nel 2010.
Nel 2008 incide il primo album a suo nome con la collaborazione de La Nave dei Folli Dieci canzoni di Michele Gazich prodotto dalla sua etichetta discografica FonoBisanzio.
Nel 2010 partecipa al tour con Massimo Priviero, ne scaturirà l'album Rolling Live.
Nel 2010 pubblica l'EP Collemaggio registrato dal vivo a L'Aquila e dedicato alla città post-terremoto del 6 aprile 2009.. Sempre nel 2010 pubblica il secondo album con La nave dei Folli, Dieci esercizi per volare.
Nel 2011 incide l'ultimo disco della trilogia con la Nave dei Folli Il giorno che la rosa fiorì. e in solitaria L'imperdonabile, primo album in cui i brani sono interamente cantati dall'artista.
Nel 2012 pubblica il doppio album, pubblicato in CD+DVD, Verso Damasco e pubblica con Massimo Priviero, il progetto FolkRock, un album di cover di classici inglesi e americani. L'amicizia e la collaborazione con Massimo Priviero continuerà anche nelle registrazioni di Ali di libertà, e nell'album dal vivo Massimo.
Nel 2014 incide Una storia di mare e di sangue, nato dalla lettura dei taccuini di memorie scritte in veneto dalla sua bisnonna Vincenza "Vizze" Buliumbassich, dove narra le peregrinazioni della sua famiglia da Istanbul a Zara, da Saint Louis a Venezia. Nello stesso anno partecipa al fianco di Eric Andersen alle celebrazioni per il centenario della nascita di Albert Camus presso Aix-en-Provence, i brani presentati verranno poi incisi nell'album Shadow and Light of Albert Camus.
Il 27 gennaio 2015, nell’ambito delle celebrazioni per il Giorno della Memoria, suona al Senato spagnolo, alla presenza del Re Felipe VI, delle maggiori cariche dello stato e dei rappresentanti delle comunità ebraica e rom..
Nel 2016 pubblica un nuovo album La via del sale. Il brano Storia dell’uomo che vendette la sua ombra arriva tra le 5 finaliste delle Targhe Tenco 2017.
Nel 2017 produce con la FonoBisanzio l'album di Lara Molino Forte e gentile. Sempre nel 2017 partecipa a Venezia al Festival Internazionale Incroci di civiltà e viene scelto per il progetto di residenzialità artistica Waterlines che lo porta a vivere per l'intero mese di ottobre sull'isola di San Servolo sede di un manicomio dal 1725 al 1978. Ha così la possibilità di accedere al l'archivio del manicomio e scrive canzoni ispirate alle storie degli ebrei che l'11 ottobre 1944 furono "ritirati" e mandati a morire nei lager.
Nel 2018 partecipa alle registrazioni di Rifles & Rosary Beads di Mary Gauthier, che segue nel tour successivo.. L'album viene nominato nella cinquina finale del Grammy Award al miglior album folk nel 2019.
Sempre nel 2018 produce Sentieri Partigiani. Tra Marche e Memoria dei Sambene..
Partecipa al doppio album Yaila musiche ospitali e alla sua presentazione in diretta su Radio Rai3 in occasione della Giornata Mondiale del Rifugiato il 20 giugno..
Il 7 settembre 2018 esce l'album Temuto come grido, atteso come canto frutto dell'esperienza all'isola di San Servolo; nell'album vi è anche la partecipazione di Gualtiero Bertelli.
Nel 2021 pubblica l'album Argon. Ad accompagnare Michele Gazich, in questa album il chitarrista di sempre Marco “Tibu” Lamberti, la violoncellista  Giovanna Famulari, Vincenzo “Titti” Castrini (fisarmonica), Paolo Costola (basso elettrico) e Alberto Pavesi (batteria e percussioni). Tra gli ospiti compaiono Giorgio Cordini (bouzouki), Valerio Gaffurini (pianoforte), Paolo Capodacqua (chitarra solista) e le cantanti Rita Tekeyan e Lara Molino.

## Discografia

### Solista

#### Album in studio
- 2008 - Dieci canzoni di Michele Gazich (FonoBisanzio)
- 2011 - L’imperdonabile (FonoBisanzio)
- 2012 - Folkrock (Vololibero) (con Massimo Priviero)
- 2012 - Verso Damasco (FonoBisanzio)
- 2014 - Una storia di mare e di sangue (FonoBisanzio, I.R.D.)
- 2016 - La via del sale (FonoBisanzio, I.R.D.)
- 2018 - Temuto come grido, atteso come canto (FonoBisanzio, I.R.D.)
- 2021 - Argon (FonoBisanzio)

#### Collaborazioni
- 2002 - Massimo Bubola Il cavaliere elettrico (vol. III)
- 2003 - Massimo Bubola Niente passa invano - Concerti 1997/2002
- 2004 - Massimo Bubola Segreti trasparenti
- 2004 - Massimo Bubola Il cavaliere elettrico (vol. IV)
- 2005 - Massimo Bubola Quel lungo treno
- 2007 - Massimo Bubola Neve sugli aranci
- 2007 - Mark Olson The Salvation Blues
- 2010 - Mark Olson Many Colored Kite
- 2010 - Massimo Priviero Rolling Live
- 2011 - Eric Andersen Live in Cologne
- 2012 - Renato Franchi e l'Orchestrina del suonatore Jones Dopo le strade ...appunti di viaggio...
- 2013 - Massimo Priviero Ali di libertà
- 2015 - Massimo Priviero Massimo
- 2016 - Lowlands Play Townes Van Zandt's Last Set
- 2018 - Mary Gauthier Rifles & Rosary Beads
- 2018 - Sambene Sentieri partigiani
- 2018 - Graziano Romani A ruota libera, nel brano Preghiera
- 2018 - Renato Franchi e l'Orchestrina del Suonatore Jones Oggi mi meritavo il mare
- 2019 - Paolo Capodacqua Ferite&feritoie, nei brani L'albero ed io, I nidi degli uccelli, L'uomo senza nome
- 2025 - Tupa Ruja Contrast, nel brano D'ali

### Come Michele Gazich e La Nave dei Folli

#### Album in studio
- 2010 - Dieci esercizi per volare (FonoBisanzio)
- 2011 - Il giorno che la rosa fiorì (FonoBisanzio)

#### Singoli
- Collemaggio

### Con Federico Sirianni
- 2023 - Domani si vive e si muore (Block Nota, BN CD 036)

## Videografia
- 2012 - Verso Damasco